# Negotino (kommun)
Negotino (makedonska: Неготино) är en kommun i Nordmakedonien. Den ligger i den centrala delen av landet, 80 km sydost om huvudstaden Skopje. Antalet invånare är 19 414. Arean är 133 kvadratkilometer.
Följande samhällen finns i Negotino:
- Negotino
- Korešnica
- Bistrenci